# ラッドロー駅 (ニューヨーク州)
ラッドロー駅（Ludlow）は、ニューヨーク州ウエストチェスター郡ヨンカーズにあるメトロノース鉄道の駅。

## 概要
メトロノース鉄道のハドソン線の駅である。この駅からニューヨーク州にあるグランド・セントラル駅に行ける。オフピーク時は1時間に1本。グランド・セントラル駅までは32分かかる。

## 利用可能な鉄道路線／列車
メトロノース鉄道
■ハドソン線

## 駅構造
| 6番線 | ホーム | 4番線 | 2番線 | 1番線 | 3番線 | ホーム |

2面5線（単式と島式）のホームを持つ地上駅である。4番線ホームの反対側には貨物用の6番線があり、こちらは非電化で普段使用しない。
| のりば | 路線         | 方向 | 行先                                | 備考 |
| ------ | ------------ | ---- | ----------------------------------- | ---- |
| 3      | ■ ハドソン線 | 下り | クロトン・ハーモン / ポキプシー方面 |      |
| 4      | ■ハドソン線  | 上り | グランド・セントラル方面            |      |

## 駅周辺
パーキング
33台の車だけが駐車できる。
バス路線
ビー・ライン・バス:32

## 隣の駅
メトロノース鉄道
■ハドソン線
リバーデイル -  ラッドロー - ヨンカーズ